# 아세로돈속
아세로돈속(Acerodon)은 큰박쥐과에 속하는 박쥐 속의 하나이다. 5종으로 이루어져 있으며, 모두 동남아시아의 숲에서 발견된다. 근연속은 왕박쥐속(Pteropus)이다.

## 특징
중대형 박쥐로 전완장이 황금볏과일박쥐의 210mm부터 술라웨시과일박쥐의 130mm까지 다양하다. 황금볏과일박쥐는 날개 폭이 최대 1.7m이고 몸무게 최대 1.2kg으로 말레이날여우박쥐와 함께 세계에서 가장 큰 박쥐로 간주된다. 온 몸의 털이 짧고 정강이에는 털이 없다. 거무스레한 갈색부터 갈색빛 노랑까지 다양한 색을 띠지만 어깨 쪽은 좀더 밝다. 주둥이가 길고 끝 쪽으로 갈수록 가늘어진다. 귀는 크고 뾰족하다.

## 하위 종
5종이 알려져 있다.
- 술라웨시과일박쥐 (A. celebensis)
- 황금볏과일박쥐 (A. jubatus)
- 탈라우드과일박쥐 (A. humilis)
- 팔라완과일박쥐 (A. leucotis)
- 순다과일박쥐 (A. mackloti)